# Vadum Kirke
Vadum Kirke er beliggende i landsbyen Torpet 1½ km øst for Vadum.

## Datering
Vadum Kirke er en romansk kirke. De ældste dele – skib og kor – er bygget i 1200-tallet. I 1525-50 blev tårnet bygget på. 1776, som der står udvendigt på tårnet, er årstallet for en senere genopbygning af tårnet. Omkring reformationstiden blev også kapellet mod syd tilføjet, og endelig blev kirkens kor forlænget med endnu et kor, sandsynligvis omkring 1618.
Våbenhuset er af nyere dato. Her findes gravsten, der tidligere var nedlagt i kirkens gulv, samt en tavle med navne på kirkens præster siden reformationen. Også denne tavle var oprindeligt en gravsten, der lå i kirkens kor, men uden inskriptioner. Oprindeligt har kirken haft bjælkeloft. En gammel bjælke ses stadig i loftet ud for sideskibet. Hvælvingerne blev bekostet af velhavende gårdmænd fra sognet, hvilket fremgår af inskriptionerne på hvælvingerne.
Alderen på kirkens kalkmalerier er der ikke enighed om. Årstal fra 1300-tallet til 1500-tallet er nævnt. Malerierne er delvist beskadiget i forbindelse med opførelsen af hvælvingerne og i forbindelse med at vinduerne efter reformationen blev gjort større.

## Kirkegård
Der er kirkegård på begge sider af Brorholtvej. På den ”nye kirkegård” finder man et gravsted for allierede flyvere, der blev dræbt under 2. verdenskrig, bl.a. i forbindelse med luftangreb på den tyske militærlufthavn.

## Vadum Kirke trinbræt
I 1934 blev der oprettet et trinbræt på jernbanestrækningen Nørresundby-Fjerritslev (1897-1969) ved Vadum Kirkevej 300 m vest for kirken. Trinbrættet havde grusperron med svelleforkant. Et læskur, bygget af blokhusbrædder, lå 50 m fra sporet og har formodentlig også været brugt af busser. Nu er Vadum Banesti anlagt på banens tracé.